# Лукаш Микола Олексійович
Мико́ла Олексі́йович Лука́ш  (19 грудня 1919, Кролевець — 29 серпня 1988, Київ) — український перекладач, мовознавець і поліглот, за громадянською позицією —  шістдесятник. Найвідоміші переклади: «Фауст» Гете, «Декамерон» Бокаччо, «Мадам Боварі» Флобера, «Дон Кіхот» Сервантеса, лірика Шиллера тощо.

## Життєпис

### Освіта й перші вивчені мови
Народився Микола Лукаш 19 грудня 1919 року в Кролевці Чернігівської губернії в сім'ї Олексія Яковича і Василини Іванівни Лукашів. Батько походив з давньої козацької родини, мати Василина (до шлюбу Оникієнко) — з шляхетсько-козацького роду, онука дяка. В роду були освічені шляхтичі: адмірал, статський радник, поліглоти, меценати, ерудити.
Свої лінгвістичні здібності виявляв змалку. Ще в дитинстві засвоїв їдиш — до революції чверть населення Кролевця становили юдеї. А якось утік із циганами й буквально за кілька днів навчився їхньої мови. В семирічці опанував французьку, німецьку та англійську мови.
1937 року вступив на історичний факультет Київського університету. Через неподілене кохання до однокурсниці Олени Біличенко полишив навчання та пішов вчителювати в сільській школі на Київщині. За рік біль угамувався, і Микола Лукаш повернувся до університету. Жив на стипендію і невеликі заробітки.
В архіві стародавніх документів Микола Лукаш вишукував папери, дотичні до Коліївщини, переписував їх і перекладав з польської та латини українською мовою. Мало не задарма готував ці матеріали для Костя Гуслистого: той саме працював над книгою про Коліївщину. Зароблені кошти Лукаш витрачав на книжки. У 1930-ті роки букіністичні крамниці були заповнені «конфіскатом» засуджених письменників і науковців. Цінні видання збували за копійки. На відміну від Лукаша, продавці не дуже тямили в книжках. Перекладач знався на них чудово: зібрав усі 10 томів «Історії України-Русі» Михайла Грушевського, «Исторические монографии» Миколи Костомарова, «Описание старой Малороссии» Олександра Лазаревського, твори Михайла Максимовича.
З наступом німецьких військ, комуністи примусили Миколу рити окопи біля Києва. Університет вивезли до Харкова. Лукаш дістався туди, дорогою був поранений у ногу. З поверненням сталінських військ Миколу Лукаша мобілізували на службу на аеродром у Харкові, де він зазнав другого поранення.
Після війни викладав англійську та німецьку в Харківському педінституті іноземних мов і Сільськогосподарському інституті. За час перебування в Харкові Лукаш завершив свій видатний переклад «Фауста» Гете, опублікований 1955 року.

### Повернення у столицю та стиль життя
У 1958 році Лукаш перебрався в столицю. Як згадує його племінниця Валентина, дядько Микола завжди одягався дуже скромно, а обідати ходив до ресторану «Інтурист». Там йому було цікаво, бо тільки там міг чути чужу мову від самих іноземців, адже за кордон його не випускали; через це навіть премію, яку німці присудили Лукашеві за найкращий переклад «Фауста», не зміг забрати. 
За словами його товариша Михайла Сереженка, для Лукаша була характерна життєва безпорадність. Обпікшись на першому коханні, він так і залишився старим парубком. «Кохана жінка, діти потребуватимуть моєї постійної уваги, а в мене така робота, що як порину в неї, то забуваю про все на світі, і надовго. Розриватися між двома пристрастями не зможу, тому і віддав перевагу роботі», — відповідав він на умовляння сестри Ганни одружитися.
Одержуючи великі гонорари, він завжди був без грошей. Зате зібрав велику і цінну бібліотеку. До одягу був байдужий. Ходив у поношеному костюмі класичного крою або у спортивному. Зимового пальта, теплої шапки не мав. Взимку ходив простоволосий або у спортивній шапчині з помпоном, підчищеному світлому пальті, розтоптаних черевиках. Голився лише в перукарні. Їв двічі на день. Снідав у кафе ресторану «Театральний», обідав у ресторані «Інтурист», а з побудовою на розі Хрещатика готелю «Дніпро» — в ресторані цього закладу, призначеного, по суті, для іноземних туристів. Вдома, у «комуналці» на вулиці Коцюбинського, ніколи не тримав жодних продуктів, посуду. Кімнату свою ніколи не замикав.
У 1973 році Лукаш одержав однокімнатну квартиру на вулиці Суворова. Усі меблі з «комуналки» лишив сусідці. Із собою взяв лише картотеку, письмовий стіл, кабінетний столик, книжки та друкарську машинку. З кухні зробив книгосховище. Попросив викинути газову плиту й засів за переклад «Дон Кіхота» Сервантеса.

### Репресований
Коли вийшов резонансний публіцистичний твір Івана Дзюби «Інтернаціоналізм чи русифікація?», за який 1973 року автора засудили до 5 років ув'язнення та 5 років заслання, Микола Лукаш, на той час уже знаний перекладач і літературознавець, публічно його підтримав. Він запропонував Президії Верховної Ради УРСР відбути йому, Лукашеві, термін ув'язнення замість Дзюби, бо той хворів на сухоти. За це Лукаша виключили зі Спілки письменників, заборонили друкуватися, чим позбавили засобів до існування. Збірка віршів французького поета Аполлінера в Лукашевому перекладі так і не вийшла у світ, хоча перекладачеві вже виплатили аванс. У наступних восьми томах багатотомного тлумачного Словника української мови укладачі перестали посилатися на Лукашеві переклади. Не один знайомий навіть серед письменників перестав із ним вітатися. «Вліз, як сліпе теля в яму, — охарактеризував його вчинок письменник Панас Кочур — Велика бездоглядна дитина, твердо переконана в слушності, необхідності своїх вчинків». Тривалий період біля його під'їзду стояв пост міліції, що не пропускав до нього нікого.
Заощаджень у Лукаша не було, економити він не вмів. Отож був приречений жити впроголодь, на позичені у знайомих кошти. І коли в лютому 1978 року в Кролевці померла мати, на похорон Лукаш поїхав, не маючи ні гроша, у потертих лижних штанях, светрі та брезентовій куртці. На голові — бавовняна шапчина з помпоном, на ногах — легкі боти…
Лукашу радили визнати помилковість своєї заяви до Президії Верховної Ради та записатися на прийом до секретаря ЦК з ідеологічних питань Валентина Маланчука. Дивись, і влада змінила б гнів на милість. Але він категорично відповів, що не хоче, щоб якийсь чиновник возводив його у звання поета, й уперто наполягав, що ні в чому не винний. А час плинув. Іван Дзюба давно відбув рік ув'язнення, став друкуватися, а Лукаш лишався вигнанцем. Микола Бажан, Олесь Гончар клопотали перед Володимиром Щербицьким, щоб повернути «вигнанця» в літературу, але той відповів, що ЦК КПУ проти Лукаша нічого не має, що це справа Спілки письменників. «Давня істина: пересіч не терпить талантів, — пише Михайло Серженко. — Талантів мало, пересічі багато. А Лукаш — збіса талановитий». Дмитро Павличко про ситуацію Лукаша писав: «На вулицях Києва ходили чиновники в „дубльонках“ та норкових ушанках, а він (Лукаш) ставав у дверях без шапки і пальта, в самому костюмчику, схололий, червоний від холоду».
Ситуація змінилася лише у 1979 році, коли новий редактор журналу «Вітчизна» Віталій Коротич запропонував Лукашеві перекласти кілька віршів з угорської.

### Останні роки життя

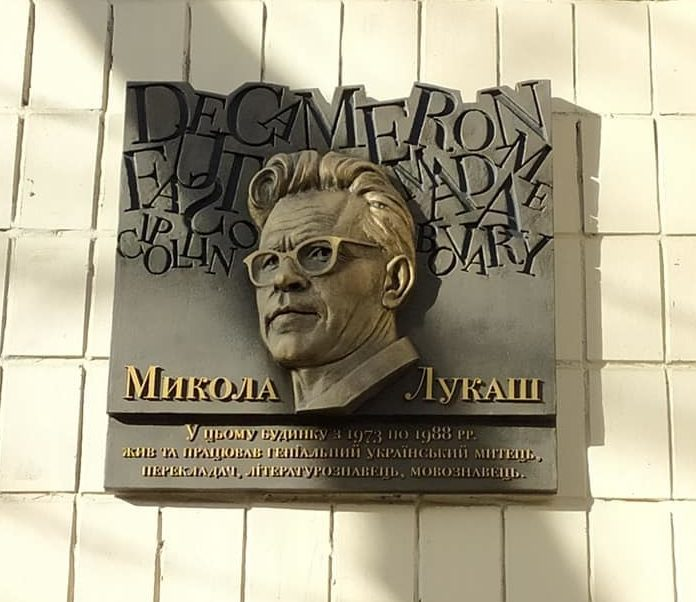
Меморіальна табличка на будинку, де жив Микола Лукаш у 1973-1988 роках (вулиця Михайла Омеляновича-Павленка, 3)

Могила Миколи Лукаша, скульптор Євген Прокопов,

Останні роки життя Микола Лукаш хворів на рак. Був поновлений у Спілці письменників України на хвилі перебудови у 1986 році, фактично напередодні смерті. Він так і не дочекався видання великого тому своїх перекладів — книжки під назвою «Від Бокаччо до Аполлінера», яка вийшла 1990 року і стала своєрідним пам'ятником Лукашеві.
Помер у серпні 1988 року, похований на Байковому кладовищі. Але не в центральному секторі, а на «задвірках історії», як висловився упорядник книги «Наш Лукаш» Леонід Череватенко. Тож коли письменники на чолі з Дмитром Павличком пішли віддати шану Миколі Лукашу, то довго не могли знайти його могилу. Пам'ятник на могилі — білу мармурову стелу — Лукашу поставила його шанувальниця, викладачка «Могилянки» Ольга Петрова. Унікальна ж бібліотека перекладача (понад три тисячі книжок) потрапила до Музею літератури — туди її передала сестра Миколи Лукаша.

## Переклади
Миколі Лукашу, першому в Україні, вдалося перекласти «Фауста». За його переклад українською мовою бралися Іван Франко, Михайло Старицький, Дмитро Загул, але подужати всю поему Ґете ніхто не зміг — далі першої частини жоден із них не просунувся. Микола Лукаш працював над ним 18 років. Також Лукаш переклав «Бал в опері» Юліана Тувіма — поему, що сатирично зобразила польське суспільство, взагалі вважали[хто?] за твір, який годі перекласти.
У другому томі мемуарів «Наш Лукаш» Дмитро Павличко згадує:
Крім того, Микола Лукаш переклав українською мовою «Мадам Боварі» Флобера, лірику Шиллера, «Декамерон» Бокаччо, 2 сонети зі збірки Рільке «Сонети до Орфея» та багато іншого.
Загалом Микола Лукаш знав 22 мови, з 18 вільно перекладав, і був одним з небагатьох перекладачів, які працювали з оригінальним текстом, а не з проміжним перекладом російською.
«У Радянському Союзі твори світових класиків, які дозволялося перекладати, перекладали мовами національних меншин не з оригіналу, а тільки з російської мови, — згадує мовознавець Олександр Пономарів[джерело?]. — Але Лукаш перекладав лише з першотвору… Окремої уваги заслуговує переклад „Декамерона“, зроблений Лукашем архаїчною українською мовою XVII—XIX століть. До всіх приказок і афоризмів Боккаччо він знайшов точні українські відповідники». Окрім того, Лукаш мав феноменальне лінгвістичне обдарування і дивовижну ерудицію в галузі зарубіжної літератури.

## Вшанування пам'яті
|                                               |  |  |
| Ювілейна монета НБУ, присвячена Миколі Лукашу |  |  |

- У 1989 році редакція журналу «Всесвіт» заснувала щорічну премію імені Миколи Лукаша — Ars Translationis за найкращі переклади й перекладознавчі праці, опубліковані впродовж року на сторінках журналу.[4]
- У кількох містах України іменем Миколи Лукаша названо вулиці.
- Указ Президента України № 594/2009 «Про відзначення 90-річчя від дня народження Миколи Лукаша»[5]
- 27 лютого 2017 року у Києві відкрили дошку на будівлі за адресою: вулиця Михайла Омеляновича-Павленка, 3, де проживав Микола Лукаш з 1973 по 1988 рік. Автором дошки став скульптор Іван Мельничук.
- Постанова Верховної ради України 2654-VIII, «Про відзначення пам'ятних дат і ювілеїв у 2019 році»[6]
- 2019 року відбувся фестиваль «Lukash Fest», в рамках якого організували серію заходів з метою відзначення 100-ліття від дня народження Миколи Лукаша. Заходи відбувалися впродовж року в різних куточках України, а також у Польщі, Німеччині, Австралії та Швеції. Найбільш знаковою подією фестивалю стала прем'єра опери «Лючія ді Ламмермур», вперше за часів незалежної України поставлена українською мовою. Проєкт утілено за підтримки Українського культурного фонду, Львівської міської ради, Львівської обласної державної адміністрації та Львівського корейського центру «Ханмаді». Голова організаційного комітету й авторка проєкту — Тетяна Савчин.[7]
- 2019 року, з нагоди 100-річчя від дня народження митця, Національний банк України випустив ювілейну монету номіналом 2 гривні, присвячену Миколі Лукашу.
- 22 червня 2023 року у місті Ірпінь провулок Нахімова перейменували на провулок Миколи Лукаша.
- У місті Полтава провулок Радіщева запропоновано перейменувати на провулок Миколи Лукаша[8].
- У місті Дніпро вулицю Владивостоцьку перейменували на вулицю Миколи Лукаша
- У місті Кривий Ріг в 2022 році вулиця Жигулівська перейменована на вулицю Миколи Лукаша.

## Твори
Переклади Миколи Лукаша на сторінках окремих книжок:
| Рік  | Текст і видання | Наклад   |
| ---- | --- | -------- |
| 1953 | Стіль А. Перший удар. — К.: Держлітвидав УРСР.                                                                     | 30 000   |
| 1955 | Гете Й.-В. Фауст. — К.: Держлітвидав УРСР.                                                                         | 8 000    |
| 1955 | Флобер Г. Мадам Боварі. — К.: Держлітвидав УРСР.                                                                   | 30 000   |
| 1956 | Гейне Г. Вибрані твори. У 2 т. — Т. 1. — К.: Держлітвидав УРСР.                                                    | невідомо |
| 1956 | Родарі Дж. Малим і старим про Італію і Рим. — К.: Молодь.                                                          | 88 000   |
| 1956 | Боккаччо Дж. Декамерон. (схоже, це помилка, перше видання було в 1964)                                             | 15 000   |
| 1958 | Стіль А. Діти французьких докерів. — К.: Дитвидав УРСР.                                                            | 15 000   |
| 1959 | Бернс Р. Вибране. — К.: Держлітвидав УРСР.                                                                         | 8 000    |
| 1959 | Чопич Б. Рибалка і Кіт. — К.: Дитвидав УРСР.                                                                       | 58 000   |
| 1960 | Керрол Л. Аліса в Країні Чудес. — К.: Радянський письменник. (Редактор)                                            | 32000    |
| 1960 | Родарі Дж. Якого кольору ремесла: [Вірші]: Пер. з італ. — К.: Дитвидав УРСР.                                       | 88 000   |
| 1961 | Єлін Пелін. Ян Бібіян. — К.: Дитвидав УРСР.                                                                        | 25 000   |
| 1961 | Флобер Г. Мадам Боварі. Побут провінції. — К.: Держлітвидав УРСР.                                                  | 15 000   |
| 1962 | Лопе де Вега. Овеча криниця. Собака на сіні. — К.: Держлітвидав УРСР.                                              | 6 000    |
| 1963 | Тувім Ю. Вибрані поезії. — Київ: Держлітвидав.                                                                     | 4 000    |
| 1964 | Боккаччо Дж. Декамерон. — К.: Дніпро.                                                                              | 65 000   |
| 1965 | Бернс Р. Поезії. — К.: Дніпро.                                                                                     | 5 000    |
| 1966 | Родарі Дж. У небі і на землі. — К.: Веселка.                                                                       | 100 000  |
| 1967 | Мадач І. Трагедія людини. — К.: Дніпро.                                                                            | 4 000    |
| 1967 | Шіллер Ф. Лірика. — К.: Дніпро.                                                                                    | 28 000   |
| 1968 | Верлен П. Лірика. — К.: Дніпро.                                                                                    | 16 000   |
| 1969 | Боккаччо Дж. Декамерон. — К.: Дніпро.                                                                              | 25 000   |
| 1969 | Гарсіа Лорка Ф. Лірика. — К.: Дніпро.                                                                              | 12 000   |
| 1969 | Гете Й.-В. Фауст. // Гете Й.-В. Твори. — Київ.                                                                     | 50 000   |
| 1981 | Гете Й.-В. Фауст. — К.: Дніпро                                                                                     | 20 000   |
| 1984 | Аполлінер Г. Поезії. — К.: Дніпро.                                                                                 | 7 000    |
| 1985 | Боккаччо Дж. Декамерон. — К.: Дніпро.                                                                              | 150 000  |
| 1985 | Шекспір В. Троїл і Крессіда // Шекспір В. Твори в шести томах. — Т. 4. — К.: Дніпро, 1984—1986.                    | 68 000   |
| 1986 | Волькер Ї. Поезії. — К.: Дніпро.                                                                                   | 2300     |
| 1986 | Йожеф А. Поезії. — К.: Дніпро.                                                                                     | 3200     |
| 1987 | Флобер Г. Пані Боварі // Г. Флобер. Твори. В 2 т. — Т. 1. — Київ.                                                  | 250 000  |
| 1990 | Від Боккаччо до Аполлінера: Переклади М. Лукаша. — К.: Дніпро.                                                     | 16 000   |
| 1990 | Родарі Дж. У небі і на землі. — К.: Веселка.                                                                       | 100 000  |
| 1995 | Сервантес Сааведра М. де. Премудрий гідальго Дон Кіхот з Ламанчі. Пер. з ісп. М. Лукаш, А. Перепадя. — К.: Дніпро. | невідомо |
| 2000 | Боккаччо Дж. Декамерон. — Дніпропетровськ: Січ.                                                                    | 3 000    |
| 2001 | Гете Й.-В. Фауст. // Гете Й.-В. Фауст; Лірика. — Київ.                                                             | 10 000   |
| 2002 | Флобер Г. Пані Боварі; Проста душа. — Харків: Фоліо.                                                               | 2 500    |
| 2003 | Боккаччо Дж. Декамерон. — Харків: Фоліо.                                                                           | 2 500    |
| 2004 | Шіллер Й. Ф. Лірика, Драми. — Харків: Фоліо.                                                                       | 2 500    |
| 2005 | Сервантес Сааведра М. де. Премудрий гідальго Дон Кіхот з Ламанчі. — К.: Дніпро                                     | невідомо |
| 2005 | Флобер Г. Пані Боварі; Проста душа. — Харків: Фоліо.                                                               | 1 250    |
| 2008 | Сервантес Сааведра М. де. Премудрий гідальго Дон Кіхот з Ламанчі. — Харків: Фоліо.                                 | 1 250    |

## Власні художні твори
2003 року опубліковано «Шпигачки» — упорядковану Леонідом Череватенком невелику книжку епіграм-«шпигачок» Миколи Лукаша, жодна з яких не дочекалася публікації, хоча деякі передавалися з уст в уста. Як-от, наприклад, ця:
|  | Краще чужість, байдужість, ненависть, І презирство, і глум, і злоба, Ніж ця панська лукава ласкавість, Що увічнює рабство раба! |

## Інші роботи
Лукаш створив шість словників, зокрема словник фразеологізмів. А ще уклав словник українських матюків "Моя матюкологія". Проте після смерті Лукаша його рідна сестра, викладачка української мови та літератури, знайшла цей словник і спалила. 